# Ernest Manganel
Ernest Manganel, né à Montcherand en 1897 et mort le 29 janvier 1991 à Lausanne, est un directeur du Musée cantonal des beaux-arts et de l'École cantonale d'art vaudois.

## Biographie
Ernest Manganel est licencié ès lettres de l'Université de Lausanne et professeur à l'école supérieure de commerce de 1929 à 1955. Il est aussi chroniqueur artistique dans la Feuille d'avis de Lausanne et d'autres revues. Entre 1944 et 1951, il collabore à l'organisation d'expositions montées par le MCBA (Peintres du Léman, 1955 ; Maîtres vénitiens, 1947 ; Gauguin, 1950). En 1951, il est appelé à la tête du musée et en 1955 à celle de l'école cantonale des beaux-arts, réunissant ainsi comme autrefois avec le Musée Arlaud musée et école sous la même direction. Directeur de l'école cantonale d'art de Lausanne de 1955 à 1964, il quitte le Musée en 1962, mais conserve la direction de l'ECAL dont il organise le déménagement dans ses nouveaux bâtiments de l'Élysée. 
Auteur de quelques travaux sur les peintres vaudois - entre autres l'histoire de la peinture vaudoise dans le Canton de Vaud entre 1803 et 1953 pour l'ouvrage du 150e anniversaire du canton -, d'essais sur l'Italie et Majorque. Ernest Manganel ranime le Musée cantonal des beaux-arts en le sortant de l'avant-garde où l'avait engagé son prédécesseur, Jean Descoullayes.
Soucieux d'ouvrir davantage le musée au public en inaugurant les visites du jeudi soir, de le doter d'instruments utiles à la gestion comme à la recherche scientifique (inventaire systématique des collections, fichier, etc.), Ernest Manganel mène une politique d'accroissement des collections ouverte sur le patrimoine et sur l'art contemporain. Il repère en outre l'œuvre de Louis Soutter (1871-1942), dont il achète pour le musée les dessins puis les cahiers d'école en 1956, soit une collection de 430 dessins, ensemble qui augmentera encore par la suite et que Manganel offre au public en 1961.
Membre de la Société d'études de Lettres qu'il préside entre 1944 et 1953, de l'Association pour la conservation du Château d'Oron, de la Maison des artistes de La Sarraz entre 1967 et 1972, Ernest Manganel participe depuis 1960 à la Commission fédérale des beaux-arts. Avant sa mort, Ernest Manganel crée un prix pour encourager les meilleurs des diplômés de l'école des beaux-arts. En 1966, ses amis créent la Fondation Ernest Manganel pour le soutien des jeunes artistes. Elle tombe peu à peu dans l'oubli jusqu'à ce que son successeur Pierre Keller, la ranime en 1997, et réactive par la même occasion le Prix Manganel à la fois pour honorer la mémoire de son initiateur et pour donner un coup de pouce aux jeunes talents. Ernest Manganel décède le 29 janvier 1991 à Lausanne.

## Sources
- « Ernest Manganel », sur la base de données des personnalités vaudoises sur la plateforme « Patrinum » de la Bibliothèque cantonale et universitaire de Lausanne.
- Dossier ATS/ACV
- 24 Heures 2004/01/17-18, p. 15, Françoise Jaunin avec liste des lauréats depuis 1997